# Ad diem illum laetissimum
Ad diem illum laetissimum − druga encyklika papieża Piusa X sygnowana datą 2 lutego 1904.

## Treść
W dokumencie Pius X przedstawił nauczanie Kościoła katolickiego dotyczące Niepokalanego Poczęcia Najświętszej Maryi Panny. Encyklika została napisana z okazji pięćdziesiątej rocznicy ogłoszenia dogmatu. Papież podkreślił m.in., że Maryja przewyższa wszystkich w świętości i komunii z Jezusem Chrystusem, będąc złączoną ze Zbawicielem w dziele odkupienia. Dzięki temu Maryja jest najwyższą szafarką/pośredniczką łask – Pośredniczka Wszelkich Łask. Cytując Dionizego Kartuza, papież przypomniał, iż Chrystus nie mógł zostać poczętym w ciele skażonym grzechem.